# GI Большого Пса
GI Большого Пса (лат. GI Canis Majoris) — одиночная переменная звезда в созвездии Большого Пса на расстоянии (вычисленном из значения параллакса) приблизительно 12912 световых лет (около 3959 парсеков) от Солнца. Видимая звёздная величина звезды — от +12,1m до +11,3m.

## Характеристики
GI Большого Пса — пульсирующая переменная звезда, классическая цефеида (DCEP).